# خوسيه هرنانديث
 خوسيه هرنانديث (بالإسبانية: José Hernández) رجل عسكري وصحفي وشاعر وسياسي أرجنتيني ولد في فيا بيستير بمحافظة بوينس آيرس، الأرجنتين في 10 نوفمبر 1834. واشتهر بأنه مؤلف مارتن فييرو، من أبرز الأعمال الممثلة لأدب الغاوتشو. وتوفي في بلغرانو في بوينس آيرس في 21 أكتوبر 1886.

## السيرة
قبل بداية العام 1830 شكلت من قبل الزواج وماريانو فيكتوريا على اتخاذ مربي. وكانت كل من الام والعم من خوسيه هرنانديز، من ولد في واحدة من غرف البيت من 10 تشرين الثاني / نوفمبر، 1834 ابن رافائيل هيرنانديز وإيزابيل. يمضي السنوات الأولى له في هذا المكان، الذي يجب أن يترك في عام 1840 لان عائلته يجب أن يذهب إلى المنفى لأسباب سياسية.
وقال انه تبين من خلال دراسة الطموح في التعليم الابتدائي، ولكنها اضطرت إلى التخلي عن بسبب مرض مفاجئ، وتوجه إلى الريف بحثا عن الصحة. ومنذ ذلك الحين كل شيء المستفاده من الجهود الشخصية. متحمس المراقبين للاعمال الزراعية القاسيه التي ادت الاب ولعب الجدود، ثم كان هو أيضا المشاركة في هذه المهام صغير السن وبدأ الاتصال مع نمط الحياة واللغة والرموز الشرف الجدود.

## أعماله
- فان الفارس مارتن فييرو - 1872
- عودة مارتن فييرو - 1879
- تعليمات من اصحاب المزارع - 1881

## وصلات خارجية
- خوسيه هرنانديث على موقع IMDb (الإنجليزية)
- خوسيه هرنانديث على موقع الموسوعة البريطانية (الإنجليزية)
- خوسيه هرنانديث على موقع ميوزك برينز (الإنجليزية)
- خوسيه هرنانديث على موقع قاعدة بيانات الفيلم (الإنجليزية)